# Láng Imre
Láng Imre, 1942-ig Lang Imre (Budapest, 1899. szeptember 7. – Szeged, 1972. január 18.) idegsebész, egyetemi tanár, az orvostudományok kandidátusa (1952), akvarellfestő.

## Élete
Lang Ferenc (1873–1926) mészáros, hentesmester és Heim Józsa (1873–1935) szabónő fiaként született. A Budapesti II. kerületi Érseki Katolikus Főgimnáziumban érettségizett (1917), majd felvételt nyert a Budapesti Tudományegyetem Orvostudományi Karára. 1924. június 28-án a Pázmány Péter Tudományegyetemen avatták orvosdoktorrá. 1927-ben műtősebészi szakképesítést szerzett.
1927–1928-ban a Pázmány Péter Tudományegyetem II. sz. Sebészeti Klinikájának díjtalan műtőorvosa, 1928 és 1937 között díjas műtőorvosa, 1931 és 1937 között fizetéstelen tanársegédje, 1937-től 1941-ig fizetéses tanársegédje, 1938-től 1941-ig fizetéstelen adjunktusa volt.
1930 őszétől Rockefeller-ösztöndíjjal egy éven át tanulmányozta az amerikai idegsebészek munkáját: Bostonban Harvey Cushing, Baltimore-ban Dandy, Chicagóban Bailey osztályán tanult, majd több hónapot töltött el a rochesteri Mayo Klinika idegsebészetén.
1941-ben az idegrendszer sebészete című tárgykörből magántanárrá habilitálták. 1941 és 1952 között Hódmezővásárhelyen kórházi sebészfőorvosként működött, illetve a szegedi Ideggyógyászati Klinika idegsebész konziliáriusa volt. 1951. szeptember 15-től 1970. június 30-ig tanszékvezető egyetemi tanárként vezette az Idegsebészeti Klinikát.
1956–1957-ben a Szegedi Orvostudományi Egyetem dékánhelyettese volt.
Tagja volt a Magyar Sebész Társaságnak, vezetőségi tagja a Magyar Idegsebészeti Társaságnak, 1951 és 1955 között, illetve 1966 és 1970 között elnöke a Délmagyarországi Sebész Szakcsoportnak.
Főként az agysebészet gyakorlati kérdéseivel összefüggésben végzett kutatásokat.

### Családja
1938. szeptember 20-án Budapesten, a Józsefvárosban házasságot kötött Nozdroviczky Magdolna Erzsébet Máriával, Nozdroviczky Ferenc és Szivós Erzsébet lányával. Leányai: Láng Magdolna Erzsébet (1939–1939), Láng Ilona Vilma (1942), Láng Katalin (1944) és Láng Erzsébet (1947). Fiai: Láng Zoltán, Láng Imre (1948), Láng Róbert Henrik (1950-2021)

## Főbb művei
- Eszköz a mély narcosisban hátraesett nyelvgyök előltartására. (Orvosképzés, 1929; németül: Zentralblatt für Chirurgie, 1929)
- Acoscum invaginatiojáról. (Orvosképzés, 1929; olaszul: Rinascenza Medica, 1929)
- A vérserum cholesterintartalmának jelentősége a sebészi diagnosticában. (Orvosképzés, 1929; németül: Archiv für klinische Chirurgie, 1930)
- Carcinomák röntgenbesugárzása után történő vércholesterin változásról. (Orvosképzés, 1933)
- Az északamerikai idegsebészek műtéti technikájáról egyéves tanulmányút tapasztalatai alapján. (Budapest, 1933)
- A májműködés sebészeti jelentősége. Budapest, 1934. 101 p. [Különnyomat: Magyar Sebésztársaság Munkálatai 30. Nagygyűlés]
- A postoperativ acidosis. (Orvosi Hetilap, 1936)
- Elcsontosodott traumás eredetű subduralis haematoma operált esete. (Orvosképzés 1939; németül: Zentralblatt für Neurochirurgie, 1941)
- A sinus sagittalis superior resectioja. (Orvosi Hetilap, 1941)
- Sebészeti propedeutika az általános sebészet elemeinek rendszerbefoglalásával. (I–III., egyetemi jegyzet, Szeged, 1954-69)
- Az idegrendszeri rákos áttétek időszerű kérdései. (Orvosképzés, 1960)

## Díjai, elismerései
- Népköztársasági Érdemrend ezüst fokozata (1950)
- Kiváló orvos (1953)
- Oktatásügy Kiváló Dolgozója (1970)